# Locomotiva DB E 50
La locomotiva E 50 della Deutsche Bundesbahn, poi della Deutsche Bahn, era una serie di locomotive elettriche costruita a partire dal 1957 per il traino di convogli merci pesanti.

## Storia
Le locomotive E 50 vennero costruite a partire dal 1957, nell'ambito dell'"Einheitslokomotivprogramm", il programma di costruzione di locomotive elettriche unificate della Deutsche Bundesbahn.
Le E 50 erano destinate al servizio merci pesante, e dovevano pertanto integrare, e progressivamente sostituire, le E 94 risalenti all'anteguerra. Vennero costruite in 194 unità, fino al 1973.
Nel frattempo, nel 1968 la DB aveva introdotto un nuovo sistema di numerazione dei rotabili; le E 50 vennero riclassificate nel gruppo 150.
Le 150 cominciarono ad essere destinate a servizi meno impegnativi già dalla metà degli anni settanta, a causa della loro scarsa potenza alle velocità più elevate, e sostituite progressivamente dalle nuove 151. Negli anni novanta, con l'introduzione delle ancor più moderne 152, le 150 vennero relegate a servizi di rinforzo e spinta sulle linee acclivi intorno a Kornwestheim. Le ultime unità cessarono il servizio nel 2003.

## Livree
In origine le E 50 rivestivano la livrea in verde triossido di dicromo (Chromoxidgrün), sostituita nel 1975 dalla livrea in blu oceano e beige (Ozeanblau-Beige). Nel 1987 venne introdotta la livrea in rosso orientale (Orientrot), e infine dal 1998 quella in rosso trasporti (Verkehrsrot).